# Sona Axundova
Sona Abdul gizi Axundova-Bagirbekova (en azerí: Sona Əbdül qızı Axundova-Bağırbəyova; en ruso: Сона Ханум Абдул кызы Ахундова-Багирбекова; 1896-1982) fue una médica oftalmóloga y catedrática (1952) soviética de origen azeríe, Doctora en Medicina, Doctora Honorífica de la RSS de Azerbaiyán (1960), Científica Honorífica de la RSS de Azerbaiyán (1964). 

## Biografía

### Infancia y juventud
Sona Axundova nació en 1896 en Shamaji, en el actual Azerbaiyán en ese momento parte del Imperio ruso. Después de graduarse de la Facultad de Medicina de la Universidad Estatal de Moscú en 1923, comenzó a trabajar en el Instituto de Investigación Científica de Oftalmología de Azerbaiyán ocupando primero el cargo de Jefa del departamento de lesiones oculares y luego Directora Adjunta del Instituto de Investigaciones Científicas de Azerbaiyán.

### Carrera
Axundova fue considerada una especialista altamente calificada del Instituto de Investigaciones Científicas de Azerbaiyán. También fue profesora en el departamento de enfermedades oculares del Instituto Estatal de Formación Avanzada de Médicos de Azerbaiyán, que lleva el nombre de Aziz Aliyev.
En la década de 1940, Axundova completó varios cursos de calificación en queratoplastia en el Instituto de Investigación de Enfermedades Oculares de Odesa y en los años siguientes mantuvo estrechos vínculos científicos con este instituto. Muchos de sus trabajos científicos se dedicaron a los problemas de la queratoplastia, el tracoma y la terapia tisular de las enfermedades oculares. Siendo estudiante y seguidora del famoso académico Vladímir Filatov, Axundova fue la primera médica en Azerbaiyán y Transcaucasia en aplicar los métodos de queratoplastia y terapia de tejidos para una serie de enfermedades oculares.
Durante la Segunda Guerra Mundial, fue uno de los médicos que, sobre la base de los hospitales clínicos, brindaron tratamiento y rehabilitación a los heridos, razón por la cual recibió la Orden de Lenin.
En 1946, fue nombrada asistente del Departamento de Enfermedades Oculares del Instituto de Estudios Médicos Avanzados (AzGIUV). En 1951, Axundova defendió la tesis para el grado de Doctora en Ciencias Médicas en el Instituto Médico de Azerbaiyán sobre el tema «Trasplante de córnea con tejidos homogéneos y heterogéneos» proponiendo una nueva forma de trasplante de córnea y un método más accesible de preservación ocular. En 1952, después de obtener el título de profesora universitaria, comenzó a impartir clases primero en el Instituto de Oftalmología de Azerbaiyán y después, en 1954, en el Departamento de Enfermedades Oculares del Instituto Estatal de Formación Avanzada de Médicos de Azerbaiyán (AzSIUV).
Fue promotora activa del desarrollo de la cirugía oftalmológica en Azerbaiyán e hizo mucho para elevar la cirugía oftálmica en la república al nivel de los centros oftalmológicos más avanzados. También hizo una contribución sustancial a la eliminación del tracoma en Azerbaiyán. Durante muchos años, trabajó como oftalmóloga en la colonia de leprosos de Bakú.
Durante su carrera en la medicina y como profesora universitaria jugó un papel muy importante en el desarrollo y mejora de la oftalmología en Azerbaiyán. Bajo su dirección se defendieron muchas tesis doctorales de candidatos a doctores en el campo de la oftalmología. Además de su labor docente y médica también ejerció como política siendo diputada de la II Convocatoria del Sóviet Supremo de la Unión Soviética (1946-1950). Sona Axundova murió en 1982 en Bakú (Azerbaiyán).

## Premios y reconocimientos
A lo largo de su dilatada carrera Sona Axundova recibió las siguientes condecoraciones en reconomimiento de su esfuerzo y dedicaciónː
- Doctora Honorífica de la RSS de Azerbaiyán (1960)
- Científica Honorífica de la RSS de Azerbaiyán (1964)
- Orden de Lenin (1946)
- Orden de la Bandera Roja del Trabajo (1960)
- Medalla por la Defensa del Cáucaso (1944)
- Medalla por el Trabajo Valiente en la Gran Guerra Patria 1941-1945 (1946)
- Medalla Conmemorativa por el Centenario del Natalicio de Lenin (1970).